# Bohoyo
Bohoyo é um município da Espanha na província de Ávila, comunidade autónoma de Castela e Leão, de área  km² com população de 382 habitantes (2007) e densidade populacional de 5,16 hab./km².

## Localização
Localiza-se no sudoeste da província de Ávila.
| Noroeste: Los Llanos de Tormes | Norte: Los Llanos de Tormes                     | Nordeste: Santiago del Tormes                     |
| Oeste: Tormellas               |                                                 | Este: Zapardiel de la Ribera, Santiago del Tormes |
| Sudoeste: Navalonguilla        | Sul: Villanueva de la Vera, Madrigal de la Vera | Sudeste: Candeleda                                |

## Demografia
| Variação demográfica do município entre 1991 e 2004 | Variação demográfica do município entre 1991 e 2004 | Variação demográfica do município entre 1991 e 2004 | Variação demográfica do município entre 1991 e 2004 |
| --------------------------------------------------- | --------------------------------------------------- | --------------------------------------------------- | --------------------------------------------------- |
| 1991                                                | 1996                                                | 2001                                                | 2004                                                |
| 562                                                 | 504                                                 | 427                                                 | 412                                                 |